# Tegguiada In Tessoum
Tegguiada In Tessoum é uma vila no centro do Níger, conhecida por ter poços de sal coloridos pelos pigmentos aplicados para tratar e curtir peles.